# Бо Мадсен
Бо Мадсен (енгл. Bo Madsen; 5. март 1976) је гитариста данске групе Мју (енгл. Mew).